# Lista de prefeitos de Xaxim (Santa Catarina)
Esta é a lista de prefeitos do município de Xaxim (Santa Catarina), estado brasileiro de Santa Catarina.
| N° | Prefeito                           | Partido                                          | Início do mandato       | Fim do mandato          | Observações |
| -- | ---------------------------------- | ------------------------------------------------ | ----------------------- | ----------------------- | --- |
| 1  | Laurindo Dário Lunardi             | Partido de Representação Popular PRP             | 20 de fevereiro de 1954 | 14 de novembro de 1954  | Prefeito nomeado pelo governo do estado. |
| 2  | Luiz Lunardi                       | Partido Social Democrático PSD                   | 15 de novembro de 1954  | 14 de novembro de 1959  | Prefeito eleito em sufrágio universal. |
| 3  | Osmar Conte                        | União Democrática Nacional UDN                   | 14 de novembro de 1959  | 14 de novembro de 1964  | Prefeito eleito em sufrágio universal. |
| 4  | André Lunardi                      | Partido Social Progressista PSP                  | 15 de novembro de 1965  | 30 de janeiro de 1966   | Foi nomeado prefeito na época da revolução de 1964, num mandato tampão. |
| 5  | Rosalvo Ogliari                    | Movimento Democrático Brasileiro MDB             | 31 de janeiro de 1966   | 30 de janeiro de 1970   | Prefeito eleito em sufrágio universal. |
| 6  | Darci Teston                       | Aliança Renovadora Nacional ARENA                | 31 de janeiro de 1970   | 30 de janeiro de 1973   | Prefeito eleito em sufrágio universal. |
| 7  | Nildo Folle                        | Movimento Democrático Brasileiro MDB             | 31 de janeiro de 1973   | 31 de janeiro de 1977   | Prefeito eleito em sufrágio universal. |
| −  | Ari José Locatelli                 | Movimento Democrático Brasileiro MDB             | 1° de fevereiro de 1977 | 16 de maio de 1977      | Assumiu provisoriamente a função de prefeito por ser presidente da Câmara de vereadores. O fato ocorreu em função de Valdyr Luiz Tedesco não poder assumir o posto por impedimento legal.                               |
| 8  | Santo Valentino Matiello           | Movimento Democrático Brasileiro MDB             | 16 de maio de 1977      | 31 de janeiro de 1983   | Prefeito eleito em sufrágio universal. |
| 9  | Gélson Sorgatto                    | Partido do Movimento Democrático Brasileiro PMDB | 1° de fevereiro de 1983 | 31 de dezembro de 1988  | Prefeito eleito em sufrágio universal. |
| 10 | Ari José Locatelli                 | Partido do Movimento Democrático Brasileiro PMDB | 1° de janeiro de 1989   | 31 de dezembro de 1992  | Prefeito eleito em sufrágio universal. |
| 11 | Alberto Ângelo Sordi               | Partido do Movimento Democrático Brasileiro PMDB | 1° de Janeiro de 1993   | 28 de setembro de 1994  | Prefeito eleito em sufrágio universal. |
| −  | Gélson Sorgatto                    | Partido do Movimento Democrático Brasileiro PMDB | 28 de setembro de 1994  | 21 de dezembro de 1994  | Vice-prefeito no cargo interinamente em função do falecimento de Alberto Ângelo Sordi. |
| −  | Darci Lopes da Silva               | Partido Progressista Reformador PPR              | 21 de dezembro de 1994  | 16 de fevereiro de 1995 | Presidente da Câmara Municipal de vereadores na gestão, assumiu o poder executivo em razão do falecimento de Alberto Ângelo Sordi.                                                                                      |
| −  | Cezar Gastão Fonini                | Partido do Movimento Democrático Brasileiro PMDB | 16 de fevereiro de 1995 | 6 de março de 1995      | Havia assumido a presidência da Câmara de vereadores e pela força da legislação assumiu o executivo municipal interinamente.                                                                                            |
| 12 | Edemar Luiz Matiello               | Partido do Movimento Democrático Brasileiro PMDB | 7 de março de 1995      | 31 de dezembro de 1996  | Prefeito eleito em sufrágio suplementar. Foi o primeiro prefeito da América Latina eleito pela forma computadorizada. O pleito extraordinário aconteceu em decorrência do falecimento do prefeito Alberto Ângelo Sordi. |
| 13 | Cezar Gastão Fonini                | Partido do Movimento Democrático Brasileiro PMDB | 1° de janeiro de 1997   | 31 de dezembro de 2000  | Prefeito eleito em sufrágio universal. |
| 13 | Cezar Gastão Fonini                | Partido do Movimento Democrático Brasileiro PMDB | 1° de janeiro de 2001   | 31 de dezembro de 2004  | Prefeito reeleito em sufrágio universal. |
| 14 | Lírio Dagort                       | Partido da Frente Liberal PFL                    | 1° de janeiro de 2005   | 31 de dezembro de 2008  | Prefeito eleito em sufrágio universal. |
| 15 | Gílson Luiz Vicenzi                | Democratas DEM                                   | 1° de janeiro de 2009   | 22 de outubro de 2012   | Prefeito eleito em sufrágio universal, posteriormente afastado do cargo pela justiça. |
| −  | Adacir Araldi                      | Partido Progressista PP                          | 23 de outubro de 2012   | 31 de dezembro de 2012  | Assumiu a função de prefeito em virtude do afastamento do até então prefeito Gilson L. Vicenzi. |
| 16 | Idacir Antônio Orso                | Partido do Movimento Democrático Brasileiro PMDB | 1° de janeiro de 2013   | 31 de dezembro de 2016  | Prefeito eleito em sufrágio universal. |
| 17 | Lírio Dagort                       | Partido Social Democrático PSD                   | 1° de janeiro de 2017   | 31 de dezembro de 2020  | Prefeito eleito em sufrágio universal. |
| 18 | Edilson Antonio Folle, Chico Folle | Movimento Democrático Brasileiro MDB             | 1° de janeiro de 2021   | 31 de dezembro de 2024  | Prefeito eleito em sufrágio universal. |
| 18 | Edilson Antonio Folle, Chico Folle | Movimento Democrático Brasileiro MDB             | 1° de janeiro de 2025   | Atualidade              | Prefeito reeleito em sufrágio universal. |